# Pseudanthias huchtii
Pseudanthias huchtii es una especie de peces de la familia Serranidae en el orden de los Perciformes.

## Morfología
Los machos pueden llegar alcanzar los 12 cm de longitud total y las hembras 6.

## Hábitat
Es un pez  de mar de clima tropical y asociado a los  arrecifes de coral que vive entre 3-30 m de profundidad aunque, normalmente, lo hace entre 5 a 30 m.

## Distribución geográfica
Se encuentra desde las Islas Moluca  y las Filipinas  hasta Vanuatu, la Gran Barrera de Coral  y Palau en la Micronesia.